# L'iniziazione (saggio)
L'iniziazione è il testo del 1904 che accoglie riuniti in un unico volume i saggi pubblicati da Rudolf Steiner originariamente come singoli articoli sotto il titolo di Come si conseguono conoscenze dei mondi superiori? Il titolo originale dell'opera è Wie erlangt man Erkanntnisse der höhern Welten? Opera Omnia n.10. La prima pubblicazione in lingua italiana fu data alle stampe nel 1926 da Laterza, Bari.

## La devozione alla conoscenza
L'autore espone in questo libro la tesi secondo la quale in ogni uomo esistono facoltà - che egli descrive come ordinariamente latenti - le quali, se opportunamente destate, permettono all'uomo stesso di acquisire conoscenze sui mondi superiori. Nella prima parte del testo egli indica le modalità pratiche per adoperarsi nello sviluppo di tali facoltà, supportando tali indicazioni con un'ampia descrizione di matrice teorica. L'invito al risveglio di tali facoltà è esplicitamente rivolto ad ogni essere umano; l'autore afferma infatti che per acquisire la conoscenza e la capacità nei mondi superiori non esistono ostacoli per chi conduca seriamente la ricerca. L'avvio lungo questo cammino presuppone tuttavia un ben determinato atteggiamento dell'anima: esso consiste nella venerazione, nella devozione di fronte alla verità ed alla conoscenza. Ogni sentimento di vera devozione che si sviluppi nell'essere e nella sua anima smuove infatti - sostiene l'autore - forze che condurranno al progresso nella conoscenza. Si tratterà dunque di autoeducarsi come ora indicato smorzando e, successivamente (per quanto possibile), eliminando in radice la critica, il giudizio, la disposizione a sentenziare che sono propri di un essere non affine alla venerazione della conoscenza. Nel testo viene anche chiarito come operi il rapporto tra sentimenti votati alla venerazione della conoscenza e acquisizione delle facoltà proprie alla percezione dell'esistenza di mondi superiori. Sebbene infatti l'uomo ordinario stenti a credere che sentimenti come il rispetto e la venerazione possano condurre alla conoscenza, l'autore dimostra nel testo come il nesso tra tali atteggiamenti e la conoscenza sia rinvenibile nella circostanza oggettiva che è l'anima a conoscere, e per l'anima i sentimenti sono comparabili alle sostanze nutritive per il corpo.

La copertina del libro Initiation and its results

## I gradini dell'iniziazione
I gradini dell'iniziazione sono i tre di seguito descritti: 
- la preparazione;
- l'illuminazione;
- il controllo di pensieri e sentimenti.

Il testo analizza le tre fasi citate, ponendo in evidenza i requisiti richiesti per il conseguimento di buoni risultati, le possibili fonti di errore, le modalità di correzione e suggerimenti utili per ogni lettore realmente interessato.

### La preparazione
La preparazione consiste in un'educazione ben determinata della vita del sentimento e del pensiero grazie alla quale il corpo dell'anima e quello dello spirito vengono dotati di strumenti sensori superiori (i cosiddetti fiori di loto o chakra) e di organi superiori di attività. L'educazione, presupposto per la formazione e lo sviluppo di tali organi, richiede una costante e serena osservazione di tutti i processi che in natura sono rispettivamente in una fase di sviluppo o di regressione. L'osservazione va condotta, precisa l'autore, senza perdersi in riflessioni sul significato di questa o quella cosa poiché un mero lavoro intellettuale non farebbe altro che allontanarlo dalla meta.

### L'illuminazione
L'illuminazione consiste anch'essa nello sviluppo di sentimenti e pensieri latenti nell'uomo. Essa si fonda sull'osservazione di esseri presenti in natura (e non più su fenomeni in sviluppo o regressione). Gli elementi oggetto dell'osservazione potranno essere pietre (in prevalenza cristalli), piante, animali e, in ultima istanza, altri esseri umani.

### Il controllo di pensieri e sentimenti
Il controllo di pensieri e sentimenti conduce alla creazione dei presupposti essenziali per procedere nell'iniziazione, ossia alla reale introduzione (nonché alla percezione ed all'interazione) a mondi superiori.

## L'incontro con il Piccolo ed il Grande Guardiano della Soglia
Di particolare interesse sono poi i capitoli dedicati ad alcune fasi successive a quelle dell'iniziazione ed ossia: alle modificazione della vita onirica dell'Iniziato ed al suo incontro con il Piccolo ed il Grande Guardiano della Soglia. Si giunge a questo livello quando l'iniziato raggiunge un grado di autonomia tale da spezzare i legami con le entità che lo hanno sempre guidato. 
Nella descrizione e nel commento dell'incontro con il Grande Guardiano l'autore richiama inoltre, con una prospettiva ampia e di carattere generale, il significato delle plurime incarnazioni dell'essere umano nel corso della sua evoluzione. Al riguardo precisa che l'uomo è un essere originariamente ed essenzialmente spirituale, partecipe della dimensione spirituale medesima sin dalle origini, il quale mediante successive incarnazioni (allo stato attuale sulla Terra) ha la possibilità di esperire ed acquisire le qualità opportune alla piena liberazione di sé e dei propri simili. Il tutto nella prospettiva di una rigenerazione della dimensione spirituale universale.